# Tossal de Queralt
El Tossal de Queralt és una muntanya de 436 metres que es troba al municipi dels Plans de Sió, a la comarca catalana de la Segarra.
Al cim podem trobar-hi un vèrtex geodèsic (referència 266109001).